# プロ野球戦力外通告・クビを宣告された男達
『プロ野球戦力外通告 クビを宣告された男達』（プロやきゅうせんりょくがいつうこく クビをせんこくされたおとこたち）は、2004年以降、毎年TBS系列で放送されているプロ野球ドキュメンタリー番組である。放送が始まった当初（2004年）のタイトルは『激動のプロ野球総決算 クビを宣告された男達』。
本項では、不定期に放送される『俺たちはプロ野球選手だった』『壮絶人生ドキュメント プロ野球選手の妻たち』についても記述する。
タイトルが長いため「プロ野球戦力外通告」と略されることもある。

## 概要
その年に在籍していたプロ野球（日本プロ野球）のチームから戦力外通告を受け、崖っぷちに立たされたプロ野球選手達（最低3人、多い時は6人）に密着する。崖っぷちの中で苦悩し、再起に向け奮闘する選手とそれを支える家族たちの姿が描き出される。合同トライアウトでの詳しい成績、トライアウトの合否結果、引退するか手を挙げてくれる球団を探し続けるかという選手の選択まで紹介される。
かつて放送されていた『ZONE』や、その後継番組で現在も放送されている『バース・デイ』と全く同じコンセプトであり、番組のナレーションもこの2番組同様、2022年まで東山紀之が担当していたが、東山は所属事務所の社長に就任したことなどにより2023年末限りで芸能界引退を表明し、担当していた番組を全て降板したため、本番組でも2代目となるナレーターが登場した（後述）。

## 出演者

### 現在
- 日野聡[4][5]（ナレーター）

### 過去
- 東山紀之（ナレーター）

## 放映リスト
2013年から2019年は『輝く!日本レコード大賞』、2020年以降は『SASUKE』の後枠で放送。
| 回数   | 年度   | 放送日                  | 放送時間       |
| ------ | ------ | ----------------------- | -------------- |
| 第1回  | 2004年 | 2004年12月12日          | 16:00 - 17:00  |
| 第2回  | 2005年 | 2005年12月28日          | 23:25 - 翌0:29 |
| 第3回  | 2006年 | 2007年1月6日（5日深夜） | 0:00 - 0:53    |
| 第4回  | 2007年 | 2007年12月30日          | 23:59 - 翌0:52 |
| 第5回  | 2008年 | 2008年12月30日          | 23:57 - 翌0:51 |
| 第6回  | 2009年 | 2009年12月23日          | 22:15 - 23:23  |
| 第7回  | 2010年 | 2010年12月29日          | 23:30 - 翌0:45 |
| 第8回  | 2011年 | 2011年12月28日          | 23:25 - 翌0:48 |
| 第9回  | 2012年 | 2012年12月26日          | 21:00 - 22:54  |
| 第10回 | 2013年 | 2013年12月30日          | 22:00 - 23:45  |
| 第11回 | 2014年 | 2014年12月30日          | 22:00 - 23:39  |
| 第12回 | 2015年 | 2015年12月30日          | 22:00 - 23:45  |
| 第13回 | 2016年 | 2016年12月30日          | 22:00 - 23:45  |
| 第14回 | 2017年 | 2017年12月30日          | 22:00 - 23:45  |
| 第15回 | 2018年 | 2018年12月30日          | 23:00 - 翌0:30 |
| 第16回 | 2019年 | 2019年12月30日          | 22:00 - 23:30  |
| 第17回 | 2020年 | 2020年12月29日          | 23:10 - 翌0:40 |
| 第18回 | 2021年 | 2021年12月28日          | 23:00 - 翌0:30 |
| 第19回 | 2022年 | 2022年12月27日          | 23:00 - 翌0:30 |
| 第20回 | 2023年 | 2023年12月27日          | 23:00 - 翌0:30 |
| 第21回 | 2024年 | 2024年12月25日          | 23:10 - 翌0:27 |

## 過去に取材を受けた選手
2025年シーズンもNPB加盟・参加球団に所属する選手は太字で氏名表記。動向は各年の番組取材時点のもので、放送前に明らかになっている場合および放送後に判明した場合も含む。
| 年度   | 名前       | 前所属                                     | 動向                                                                                        | 出典          |
| ------ | ---------- | ------------------------------------------ | ------------------------------------------------------------------------------------------- | ------------- |
| 2004年 | 川口知哉   | オリックス                                 | 引退                                                                                        |               |
| 2004年 | 川本大輔   | 巨人                                       | 引退                                                                                        |               |
| 2004年 | 野村克則   | 巨人                                       | 楽天                                                                                        |               |
| 2004年 | 福井敬治   | 巨人                                       | 広島                                                                                        |               |
| 2005年 | 條辺剛     | 巨人                                       | 引退                                                                                        |               |
| 2005年 | 出口雄大   | ソフトバンク                               | 引退                                                                                        |               |
| 2005年 | 佐久本昌広 | 阪神                                       | 横浜                                                                                        |               |
| 2005年 | 山本樹     | ヤクルト                                   | 引退                                                                                        |               |
| 2006年 | 坪井智哉   | 日本ハム                                   | 日本ハム（再契約）                                                                          |               |
| 2006年 | 芝草宇宙   | ソフトバンク                               | 興農ブルズ（台湾）                                                                          |               |
| 2006年 | 田中一徳   | 横浜                                       | ヨーク・レボリューション（米独立リーグ）                                                    |               |
| 2006年 | 黒田哲史   | 巨人                                       | 西武                                                                                        |               |
| 2007年 | 藤田宗一   | ロッテ                                     | 巨人                                                                                        |               |
| 2007年 | 三浦貴     | 巨人                                       | 西武                                                                                        |               |
| 2007年 | 柴田博之   | 西武                                       | 引退                                                                                        |               |
| 2008年 | 三木均     | 巨人                                       | 鷺宮製作所硬式野球部（社会人野球）                                                          |               |
| 2008年 | 正田樹     | 阪神                                       | 興農ブルズ（台湾）                                                                          |               |
| 2008年 | 河野友軌   | 横浜                                       | 引退                                                                                        |               |
| 2009年 | 今岡誠     | 阪神                                       | ロッテ                                                                                      |               |
| 2009年 | 的場直樹   | ソフトバンク                               | ロッテ                                                                                      |               |
| 2009年 | 山田秋親   | 福岡レッドワーブラーズ（独立リーグ）       | ロッテ                                                                                      |               |
| 2009年 | 山口和男   | オリックス                                 | 引退                                                                                        |               |
| 2010年 | 吉川元浩   | ソフトバンク                               | 引退                                                                                        |               |
| 2010年 | 佐藤誠     | ソフトバンク                               | 引退                                                                                        |               |
| 2010年 | 荒川雄太   | ソフトバンク                               | 西武                                                                                        |               |
| 2011年 | 杉山直久   | 阪神                                       | 富山サンダーバーズ（独立リーグ）                                                            |               |
| 2011年 | 木下達生   | 中日                                       | ヤクルト                                                                                    |               |
| 2011年 | 古木克明   | （格闘家）                                 | 翌年のトライアウトに向けて練習                                                              |               |
| 2011年 | 大城祐二   | ソフトバンク                               | 福井ミラクルエレファンツ（独立リーグ）                                                      |               |
| 2012年 | 木下達生   | ヤクルト                                   | 引退                                                                                        |               |
| 2012年 | 中村真人   | 楽天                                       | 引退                                                                                        |               |
| 2012年 | 松本幸大   | ロッテ                                     | オリックス                                                                                  |               |
| 2012年 | 中谷仁     | 楽天                                       | 巨人                                                                                        |               |
| 2012年 | G.G.佐藤   | ロキテクノベースボールクラブ（社会人野球） | ロッテ                                                                                      |               |
| 2012年 | 古木克明   | （無所属）                                 | ハワイ・スターズ（米独立リーグ）                                                            |               |
| 2013年 | 辻内崇伸   | 巨人                                       | 引退（女子プロ野球のイースト・アストライアのコーチに就任）                                  |               |
| 2013年 | 山室公志郎 | ロッテ                                     | 引退                                                                                        |               |
| 2013年 | 安斉雄虎   | DeNA                                       | 富山サンダーバーズ（独立リーグ）                                                            |               |
| 2013年 | 細山田武史 | DeNA                                       | ソフトバンク（育成契約）                                                                    |               |
| 2014年 | 八木智哉   | オリックス                                 | 中日                                                                                        |               |
| 2014年 | 星野真澄   | 巨人                                       | THINKフィットネス・GOLD'S GYMベースボールクラブ（社会人野球）                               |               |
| 2014年 | 藤江均     | DeNA                                       | 楽天                                                                                        |               |
| 2015年 | 矢地健人   | ロッテ                                     | 新日鐵住金東海REX（社会人野球）                                                             |               |
| 2015年 | 中後悠平   | ロッテ                                     | 武蔵ヒートベアーズ（独立リーグ）を経てアリゾナ・ダイヤモンドバックス（米MLB）とマイナー契約 |               |
| 2015年 | 山本和作   | オリックス                                 | 引退（大阪経済大学野球部監督）                                                              |               |
| 2016年 | 伊藤義弘   | ロッテ                                     | 引退                                                                                        |               |
| 2016年 | 西川健太郎 | 中日                                       | 引退（中日打撃投手）                                                                        |               |
| 2017年 | 髙橋洸     | 巨人                                       | 深谷組硬式野球部（社会人野球）                                                              | [ 1 ]         |
| 2017年 | 實松一成   | 巨人                                       | 日本ハム（かつて所属していた球団への復帰）                                                  | [ 1 ]         |
| 2017年 | 片山博視   | 楽天                                       | 武蔵ヒートベアーズ（独立リーグ）                                                            | [ 1 ]         |
| 2018年 | 城所龍磨   | ソフトバンク                               | 引退                                                                                        |               |
| 2018年 | 古野正人   | ヤクルト                                   | 引退（阪神打撃投手）                                                                        |               |
| 2018年 | 塚田貴之   | 福井ミラクルエレファンツ（独立リーグ）     | NPB球団からのオファーはなく、福井ミラクルエレファンツに残留。                               |               |
| 2019年 | 友永翔太   | 中日                                       | 引退                                                                                        |               |
| 2019年 | 森福允彦   | 巨人                                       | 引退                                                                                        |               |
| 2019年 | 若松駿太   | 栃木ゴールデンブレーブス（独立リーグ）     | NPB球団からのオファーはなく、栃木ゴールデンブレーブスに残留                                 |               |
| 2020年 | 田原誠次   | 巨人                                       | 引退                                                                                        |               |
| 2020年 | 濱矢廣大   | DeNA                                       | 茨城アストロプラネッツ（独立リーグ）                                                        |               |
| 2020年 | 田城飛翔   | ソフトバンク                               | オリックス（育成契約）                                                                      |               |
| 2021年 | 牧田和久   | 楽天                                       | 中信兄弟（台湾）                                                                            |               |
| 2021年 | 高野圭佑   | 中信兄弟（台湾）                           | 栃木ゴールデンブレーブス（独立リーグ）                                                      |               |
| 2021年 | 川原弘之   | ソフトバンク                               | 引退（ソフトバンク球団スコアラー）                                                          |               |
| 2022年 | 福井優也   | 楽天                                       | 福島レッドホープス（独立リーグ）                                                            | [ 2 ]         |
| 2022年 | 海田智行   | オリックス                                 | 引退（関メディベースボール学院中等部の投手コーチ）                                          | [ 2 ]         |
| 2023年 | 中山翔太   | 火の国サラマンダーズ（独立リーグ）         | オイシックス新潟（イースタン・リーグ）                                                      | [ 10 ] [ 11 ] |
| 2023年 | 薮田和樹   | 広島                                       | オイシックス新潟（イースタン・リーグ）                                                      | [ 10 ] [ 11 ] |
| 2023年 | 高山優希   | 堺シュライクス（独立リーグ）               | 引退                                                                                        | [ 10 ] [ 11 ] |
| 2024年 | 伊藤翔     | 西武                                       | メキシコシティ・レッドデビルズ（メキシコ）                                                  |               |
| 2024年 | 菊田拡和   | 巨人                                       | ミキハウス（社会人野球）                                                                    |               |
| 2024年 | 菅原秀     | 大阪ゼロロクブルズ（独立リーグ）           | 引退                                                                                        |               |

## 『俺たちはプロ野球選手だった』

### 2007年
『波瀾万丈ドキュメント 俺たちはプロ野球選手だった』
2007年9月13日(木)にTBS系でゴールデンタイム（22:00〜22:54）に放映されたスピンオフドキュメンタリー番組。ドリマックス制作であり、番組のナレーションも東山紀之が担当した。主にかつて『プロ野球戦力外通告・クビを宣告された男達』やバース・デイでスポットライトを当てた元プロ野球選手たちの後日談であったが、番組の目玉は引退後の消息が語られることが少なかった伊良部秀輝と入来智の現状紹介とインタビューと言える。特に入来智の栄光からの転落人生とその後の再生を支えた20年に及んだ現夫人との関係は再現VTRを交えて紹介された。このようにゴールデンタイムという放送枠で野球ファン以外の視聴者も視野に入れての演出も見られた。
- 條辺剛（香川県の讃岐うどん屋で修行後、2008年4月にうどん店を開業）
- 芝草宇宙（野球関連の仕事を探してマスコミで就職活動後、野球解説者として活動開始。その後、日本ハム投手コーチに就任）
- 伊良部秀輝（永住権を取得したアメリカでうどん屋を共同経営しつつ読書とバイクに勤しむ悠々自適の生活を営んでいたが、2011年に死去）
- 入来智（引退後のどん底生活の時に高校時代の恋人に再会して再婚。一人娘も生まれ幸せな家庭を築く。宮崎県都城市にて義兄が経営する仕出弁当屋に勤務していたが2023年に死去）
- 宮地克彦（NPB選手としての復帰を断念し引退、福岡ソフトバンクホークスの育成担当に就任）
- 福井敬治（お笑いの舞台に立つもお笑い芸人にはなりきれず… 茨城ゴールデンゴールズ）
- 南和彰（工藤公康投手の根回しで単身アメリカに渡るがメジャーテストでは不合格、米独立リーグを経てBCリーグで奮闘。NPB復帰を目指し2009年に的場直樹、山田秋親と共にロッテの入団テストを受けるも不採用）

### 2009年
『壮絶人生ドキュメント 俺たちはプロ野球選手だった』
2009年12月30日(水)23:30〜翌0:24にTBS系で第二弾『壮絶人生ドキュメント 俺たちはプロ野球選手だった』（番組情報）が放映された。この年は年末恒例の『プロ野球戦力外通告・クビを宣告された男達』の番組最後（昼間に放送された過去の番組を編集して構成された前宣伝番組内でも告知された）に告知されて一週間後に放映されるというスタイルをとった。番組の目玉は現役時代人気選手だった香川伸行と1989年の日本シリーズでの「巨人はロッテより弱い」という言葉で一躍有名になった加藤哲郎の再現VTRや関係者の証言を交えたエピソード紹介に大半が割かれ、残りの三人は申し訳程度に紹介されただけだった。特に古木克明と條辺剛はエンディングロールが流れる中での現状紹介を急ぎで触れた程度だった。尚、加藤哲郎についての放送の際、当時のチームメイトより吉井理人、阿波野秀幸、対戦相手の巨人側より川相昌弘、駒田徳広のインタビューも放送された。また、香川伸行に関しても門田博光のインタビューが放送された。
- 香川伸行（2度の離婚、末期の腎不全という生命の危機を乗り越え、健康器具販売「ハートケアライフ」の営業職として働いて家族5人を支える。2014年に心筋梗塞により死去）
- 加藤哲郎（プロ野球解説者の職も舌禍事件で失う、その後は焼肉店店長兼同じ系列のゴルフ場レストランアドバイザー）
- 吉永幸一郎（経営していた子供服店が不況で閉店後、エステティシャンの妻に支えられ、幼稚園児を対象にした野球教室開設準備中）
- 古木克明（格闘家を目指して修行中）
- 條辺剛（先述の通り、うどん店「讃岐うどん 條辺」を埼玉県ふじみ野市に開店。順調に営業中）

### 2011年
『壮絶人生ドキュメント 俺たちはプロ野球選手だった』
2011年3月24日(木)22:00〜23:24にTBS系で第三弾『壮絶人生ドキュメント 俺たちはプロ野球選手だった』（番組情報）が放映された。
- 愛甲猛（一時、俳優として活動も、野球選手という呪縛からは逃れられず）
- 三浦貴（トラック運転手として働きながら夜は母校・東洋大学で教員免許取得に向け勉強中）
- 福盛和男（携帯電話販売の営業マンとして働く）
- 門田博光（小脳梗塞を患い平衡感覚が麻痺するも、独立リーグ球団総監督として後進の指導に当たる）
- 香川伸行（先述の体調不良の影響で自宅のローンが返せず、自己破産）
- ラルフ・ブライアント（IT関連企業の役員）
- カルロス・ポンセ（ビールのトラック運転手として働く傍ら、野球教室を開く）
- 河野博文（最愛の妻の死、独立リーグ球団からの解雇を乗り越え、農業を始める）
- 條辺剛（うどん屋の近況報告）

### 2013年
『壮絶人生ドキュメント 俺たちはプロ野球選手だった』
2013年10月8日(火)21:00〜22:48にTBS系で第四弾『壮絶人生ドキュメント 俺たちはプロ野球選手だった』（番組情報）が放映された。なお、森田丈武、高橋智のパートは同年6月の『プロ野球選手の妻たち』と同様に貫地谷しほりがナレーションを務めた。
- 宮下昌己（ステーキハウスを開業も閉店。その後アルバイト・派遣社員を経て家業の米屋を継ぐ）
- 清水清人（実家に戻り父とともに漁師として働く）
- 西岡良洋（焼肉屋を開業し一人で切り盛りする）
- 西崎幸広（かつてのトレンディエースの二人の娘は芸能界へ）
- 丈武（4度の戦力外通告を受け、現在は実家の一部屋を間借りしハローワークで仕事を探す日々）
- 高橋智（一度就職するもリーマンショックの影響から業務用エレベーターのメンテナンス会社に転職）

## 『壮絶人生ドキュメント プロ野球選手の妻たち』
プロ野球選手（すでに引退した選手含む）の夫を支える妻にスポットライトを当てるスピンオフドキュメンタリー番組（▼印の夫婦は後に離婚、▽の夫婦は夫に先立たれる形で死別）。

### 2008年
2008年3月12日にTBS系「水トク!」枠にて放映された。ドリマックス制作協力、番組のナレーションは斉藤由貴。
- 今江敏晃夫妻（金の草鞋を履いてでも探したい10歳年上妻）
- 今岡誠・梨恵夫妻（球界一のセレブ妻）
- 入来智夫妻（元巨人投手の第2の人生　夫を支えた妻の20年愛）
- 酒井弘樹夫妻（第2の人生でどん底を味わいながら夢だった教師の道を志した夫の再生を支えた妻の物語）
- 岡島秀樹・由佳夫妻（元女子アナ妻が支えた大リーグでの成功）
- 福盛和男・英恵夫妻（夫の大リーグ挑戦を支える元フジテレビ女子アナ妻）
- 宮本大輔・海原やすよ夫妻（難病の夫を支えた吉本芸人妻）
- 岩隈久志夫妻（夫との馴れ初めからプロ野球選手の妻としての心境を語る）
- 一場靖弘・芽衣子夫妻▼（不振の夫を支える妻の苦悩を岩隈夫人と語り合う）

### 2011年
『女の波乱万丈人生スペシャル　プロ野球選手の妻たち』
2011年7月21日にTBS系「スパモク!!」枠にて放映（番組情報）。番組のナレーションは木村佳乃。
- 石井琢朗・詩織夫妻
- 岡田幸文夫妻
- 黒田哲史・新山千春夫妻▼
- 中村紀洋夫妻
- 一場靖弘・芽衣子夫妻
- ターメル・スレッジ夫妻、ブレット・ハーパー夫妻

### 2012年
『女の波乱万丈人生SP プロ野球選手の妻たち』
2012年7月19日にTBS系「スパモク!!」枠にて放映。番組のナレーションは木村佳乃（一部、阪井あかね）。
- G.G.佐藤夫妻
- 駒田徳広夫妻
- 岡田幸文夫妻
- 西村弥夫妻
- 松本幸大夫妻

### 2013年
『プロ野球選手の妻たち』
2013年6月19日にTBS系「テレビ未来遺産」の「家族のチカラが奇跡を呼ぶ　スポーツ“夢”SP」枠の第1部にて放映。番組のナレーションは貫地谷しほり。
- 前田健太・早穂夫妻
- 松本幸大夫妻
- 中村紀洋夫妻
- アレックス・ラミレス夫妻▼
- 角盈男夫妻

### 2014年
『壮絶人生ドキュメント・プロ野球選手の妻たち2014』
2014年7月23日にTBS系「水トク!」枠（19:00 - 21:54）にて放映。番組のナレーションは木村佳乃（一部、阪井あかね）。
- 田口壮・恵美子夫妻
- G.G.佐藤夫妻
- 松中信彦・恵子夫妻
- 今江敏晃夫妻
- 丈武夫妻

### 2015年
『壮絶人生ドキュメント プロ野球選手の妻たち』
2015年5月20日にTBS系「水トク!」枠（19:00 - 21:54）にて放映。番組のナレーションは木村佳乃（一部、阪井あかね）。
- 国吉佑樹・紗知夫妻
- 香川伸行夫人▽
- 入来智夫妻
- 辻内崇伸夫妻

### 2016年
『壮絶人生ドキュメント プロ野球選手の妻たち』
2016年6月22日にTBS系「水トク!」枠（19:56 - 22:54）にて放映。番組のナレーションは木村佳乃（一部、阪井あかね）。
- 松本匡史夫妻
- 盛田幸妃夫人▽
- 廣瀬純夫妻
- 中後悠平夫妻

### 2017年
『壮絶人生ドキュメント プロ野球選手の妻たち』
2017年7月17日にTBS系（19:00 - 21:53）にて放映。番組のナレーションは木村佳乃（一部、阪井あかね）。
- 今江年晶[注 46]夫妻
- 愛甲猛夫妻
- 赤松真人夫妻
- 喜田剛夫妻
- ブランドン・レアード夫妻

### 2018年
『壮絶人生ドキュメント プロ野球選手の妻たち』
2018年6月20日にTBS系（19:00 - 21:57。ただし、全編ローカルセールス枠のため、一部地域では非ネット。）にて放映。番組のナレーションは木村佳乃と番組サポーターは北斗晶と保田圭。
- 松井稼頭央・美緒夫妻
- 石井琢朗・詩織夫妻
- 谷佳知・亮子夫妻
- 増田大輝夫妻
- 松中信彦・恵子夫妻

### 2019年
『壮絶人生ドキュメント プロ野球選手の妻たち』
2019年6月26日にTBS系（19:00 - 21:57。ただし、全編ローカルセールス枠のため、一部地域では非ネット。）にて放映（番組情報）。番組のナレーションは木村佳乃。
- 涌井秀章・押切もえ夫妻
- 杉浦稔大・紺野あさ美夫妻
- 永野将司夫妻
- 松永浩美夫妻

### 備考
TBSテレビでは2020年に制作を見送ったが、JNN準基幹局の毎日放送が、当番組と同じ趣旨で『プロ野球選手の妻たち』というドキュメンタリー番組を独自に制作。12月16日（水曜日）の20:00 - 21:57に、関西ローカルで放送した。後に、他のJNN系列局の一部（CBCテレビ・IBC岩手放送など）でも遅れネット方式で放送。
取材を受けた人物は以下の通りで、一部の人物にはフォーリンラブ（バービー・ハジメ）が取材を担当。放送時点で独身のバービーがリポーターに起用されたのは、「いつかは（現役の）プロ野球選手と結婚したい」という意向を明かしていたことによる。
- 浅村栄斗・淡輪ゆき夫妻
- 美馬学とサントス・アンナ夫妻
- 中込伸夫妻
- 植田拓（四国アイランドリーグplus・愛媛マンダリンパイレーツ内野手）夫妻
- 林恵子（松中信彦の妻でフォーリンラブが取材）